# 第一次順化條約
《第一次順化條約》（法語：Traité de Hué (1883)），又稱《癸未和約》（越南语：／），指的是1883年8月25日越南阮朝與法蘭西第三共和國在順化簽訂的不平等條約。這次條約使越南淪為法國的保護國。

## 背景
1881年，法國商人從越南前往中國雲南邊境貿易的時候，遭到山賊的阻撓。翌年，法國便以此為由出兵北圻，佔領了河內。越南嗣德帝邀請黑旗軍抗擊法國，並向中國清朝求救。清廷僅派遣廣西兵前往救援。法軍在北圻遭到越軍、清軍、黑旗軍的圍攻，戰爭陷入僵局。1883年，法國決定攻打越南首都順化來扭轉戰局。8月18日，孤拔率七艘軍艦自北圻來到香江口，炮擊順安屯；兩天之後，法軍攻佔順安屯，佔據了香江入海口，兵臨順化城下，要求與阮朝政府談判。
此時嗣德帝病逝，刑部尚書阮文祥、兵部尚書尊室說專權。協和帝對阮文祥和尊室說甚為不滿，朝廷陷入混亂之中。阮朝對法軍的到來甚為懼怕。阮文祥帶著法籍主教加斯帕爾（Monsignor Gaspar）來到法軍陣營，請求停戰兩天，以進行談判。
法方全權代表弗朗西斯·儒勒·何羅芒（François-Jules Harmand）隨後來到順化，向越南朝廷下達蠻不講理的最後通牒，其語氣仿佛修昔底德《戰爭志》中的彌羅斯對話一般。越南皇帝和大臣們根本沒有機會對條約的內容進行討論，也無法對法方進行談判。
8月25日（陰曆七月廿三），越方代表協辦大學士陳廷肅、吏部尚書阮仲合，同法方代表何羅芒、路易·歐仁·德·尚波（Louis Eugène Palasne de Champeaux，越南譯作「參哺」），在順化皇城簽訂和約。

## 條約內容
《第一次順化條約》共計27款。其中包括：
- 越南接受法國保護，若與外國進行外交談判，必須由法國做主。
- 越南割讓平順省給法國。
- 法軍駐守橫山、順安兩地。
- 法國在南圻（交趾支那）、北圻（東京）設立「統使」（法語稱為“駐紮官”），監督越南官員在這些地區的行為。
- 越南朝廷的管轄範圍為自慶和省至橫山一帶（即中圻）。
- 法國在順化設立中圻欽使，並能夠自由出入順化皇城謁見皇帝。

## 後續
《第一次順化條約》簽訂後，德·尚波擔任第一任中圻欽使；波滑中將為北圻統帥；何羅芒則隨吏部尚書阮仲合、工部尚書陳文准前往北圻，詔諭官員和百姓。但各地官員無人遵旨，並與黑旗軍、清軍聯合抗擊法軍。北圻的戰爭無法結束，甚至最後擴大為中法戰爭。最後，越南與法國簽訂《第二次順化條約》，否定了清朝的宗主權；隨後清朝也與法國簽訂《中法新約》，承認法國對越南的保護權。
1945年9月2日，越南獨立同盟會主席胡志明發表《越南獨立宣言》，宣告脫離殖民統治。在1954年7月21日的日內瓦會議上，法國正式承認越南獨立。